# Мартынов, Николай Авенирович
Николай Авенирович Мартынов (1842—1913) — русский художник, график и акварелист.

## Биография и творчество
Родился в 1842 году.
Окончил Московское училище живописи, преподавал изобразительное искусство в разных учебных заведениях Москвы, в том числе в гимназии З. Д. Перепёлкиной. В 1880-х годах обучал рисованию детей Василия Никитича Сабашникова — Михаила и Сергея; на даче Сабашниковых он составил «Курс рисования для средних учебных заведений». В 1883 году он преподавал премудрости рисунка сёстрам, Маше и Вере Якунчиковым.
Его учениками были М. Д. Езучевский и Н. Д. Бартрам. Михаил Езучевский, по воспоминаниям А. Ф. Котса, был самым способным учеником. Вместе с А. Котсом и М. Д. Езучевским частную студию Мартынова посещал В. А. Ватагин и И. С. Ефимов.

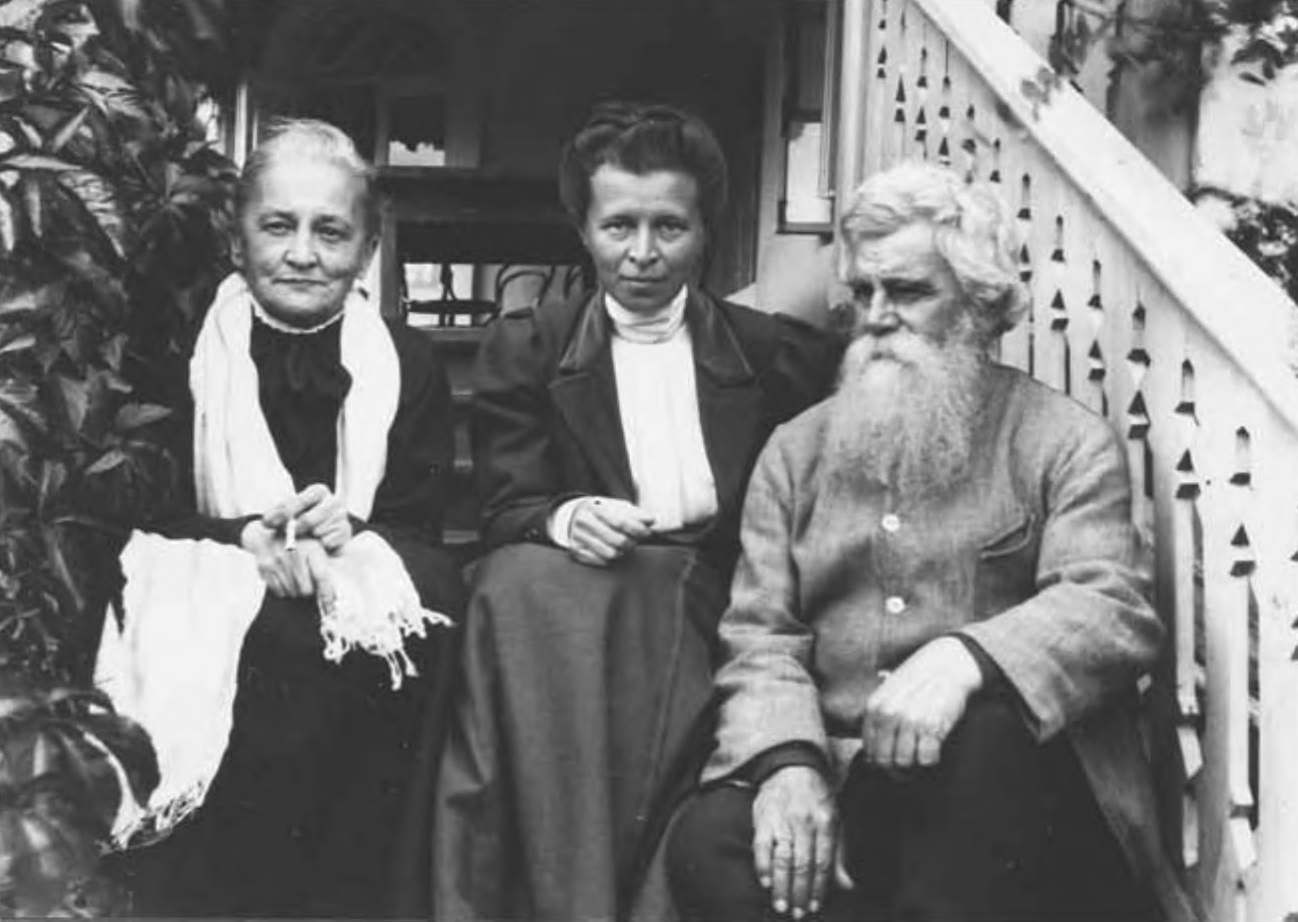
Софья Николаевна Лукина (мать С. Я. Сабашниковой), Софья Яковлевна Сабашникова (жена М. В. Сабашникова), Николай Авенирович Мартынов. 1905–1908 гт.

Акварельные копии фресок храма Спаса на Нередице, исполненные Мартыновым в 1862 году, заслужили бронзовую медаль на Всемирной выставке в Париже в 1867 году.
Был первым организатором занятий по изобразительному искусству на Пречистенских рабочих курсах, которые возникли в конце 1890—х годов.
Два его больших полотна «Ледоход» и «Лесной пожар» были куплены Румянцевским музеем.
Н. А. Мартынов оставил серию акварельных портретов наиболее интересных собак первых шести выставок Общества правильной охоты (1874—1880 годы), изданную в виде литографий (частично раскрашенных) в 1879—1880 годах. В 1889 году была издана книга «Подмосковная старина» с его рисунками (М.: тип. Э. Лисснера и Ю. Романа).
Имеются сведения, что его произведения находятся в Третьяковской галерее, музее-заповеднике «Абрамцево», а несколько акварелей с изображением птиц находятся в собрании Государственного Дарвиновского музея в Москве; что портреты художника были написаны А. Васнецовым, И. Остроуховым и другими художниками Абрамцевского кружка.
Был корреспондентом «Русских ведомостей». Оставил воспоминания о посещении Ясной Поляны и встречах с Львом Толстым, напечатанные в «Русских ведомостях» за 1891 год, № 309.
В воспоминаниях С. Т. Аксаковой-Сиверс отмечается, что в Москве художник жил в доме по Неопалимовскому переулку, через два дома от которого жили другие Мартыновы (хозяином этого особняка был Виктор Николаевич Мартынов — инспектор кавказских и крымских удельных имений). Здесь же указывается, что Мартынов был учителем живописи у Елизаветы Александровны Чебышёвой, жены Н. Н. Чебышёва.
Его карандашный портрет, сделанный Васнецовым, хранится в Абрамцево.

## Источник
- Мартынов, Николай Авенирович // Большая русская биографическая энциклопедия (электронное издание). — Версия 3.0. — М.: Бизнессофт, ИДДК, 2007.